# Azo z Ibérie
Azo z Ibérie (také Azoy nebo Azon, gruzínsky აზო; აზოჲ; აზონი) byl nedoložený starověký vládce v Ibérii, v pozdějším Kartli. Středověké gruzínské zdroje tvrdí, že byl dosazen na trůn samotným Alexandrem Velikým.

## Středověká tradice
Středověké gruzínské kroniky nabízejí různé informace. Zatímco ve středověké kronice Přeměna Kartli (მოქცევაჲ ქართლისაჲ ,mɔkʰtsɛvɑj kʰɑrtʰlɪsɑj), je Azo potomkem starověké dynastie v Arian-Kartli (არიან-ქართლი), gruzínský souboru textů Kartlis Cchovreba Život Kartli (ქართლის ცხოვრება) nazývá Azona makedonským vyvržencem. Obě kroniky bezpochyby odkazují na stejnou osobu a oba zdroje spojují její dosazení na trůn mytickou expedicí Alexandra Velikého do Gruzie.
Podle Mochtsevai Kartlisai byl Azo synem bezejmenného krále z Arian-Kartli, který byl spolu se stoupenci Alexandra přiveden do Kartli po dobytí města Mccheta a zde se stal prvním králem (mep'e, მეფე). Současně přinesl uctívání Gatsiho a Gaima (გაცი გაიმ) do Kartli. 
Kronika Kartlis Zchowreba o takové tradici nic neříká. Naopak popisuje Azona jako jednoho ze synů Iaredose, nikoliv jako krále či „Gruzína“. V kronice se píše, že dobyl město Mccheta se sto tisíci Makedonci („Římany“), a Alexander nařídil Azonovi uctívat sedm nebeských těles („Slunce, Měsíc a pět hvězd“ = planety) a „neviditelného boha, stvořitele vesmíru“. Tato verze popisuje Azona jako tyrana, kterého následně Farnavaz I. sesadil a zabil. Farnawaz je zobrazen jako člen vládnoucího klanu Farnavasidů, jehož otce a strýce Azo zabil.

## Moderní interpretace
Identifikace Aza či Azona je jednou z nejtěžších hádanek rané gruzínské historie. Dle gruzínského vědce Sergeje Petroviče Gorgadze vládl v letech 330–272 před naším letopočtem. Tato chronologie je ale nepřesná.
Přes rozdíly, podobnosti mezi oběma středověkými tradicemi ukazují, že v Mtskhetě byla na počátku helénistického období založena monarchie, o čemž svědčí i zdroje mimo Gruzii. Legendární putování Alexandra do Ibérie lze nalézt i v arménských zdrojích, zejména v Dějinách Arménie (Պատմություն Հայոց, Patmut'yun Hayots) od Mojžíše z Chorény z pátého století. Mojžíš popisuje „Mithradata, satrapu Daria III.“, kterého lze identifikovat s velkokrálem Mithradatem I., jehož Alexandr využil, aby vládl nad Gruzínci. Giorgi Melikishvili (გიორგი მელიქიშვილი) vypracoval různé paralely mezi příběhy Azona v gruzínských kronikách a mithridáty arménské tradice.
Někteří moderní vědci se domnívají, že příběh Aza nepřímo naznačuje, že rané gruzínské kmeny migrovaly severozápadně, převzali anatolskou kulturu a smísily se s kmeny, které sídlily ve původním království Kartli. Na druhou stranu, verze v souboru textů Kartlis Cchovreba, která Azonovy spojence anachronicky nazývá „Římany“, mluví o pobytu Římanů v Ibérii, zejména o tažení Flaviana (69–96 našeho letopočtu), o kterém ale gruzínské zdroje mlčí.
Někteří moderní historici se také pokusili spojit Azona s Iásónem z Argonatů. Podle římského historika Tacita si Ibéřané nárokovali původ z Thesálie, která sahá až do doby, kdy Iásón utekl se svojí manželkou Médeou a dětmi a vrátil se k učencům do Aiétova paláce v Kolchidě.